# 埃茨哈伊姆猶太會堂

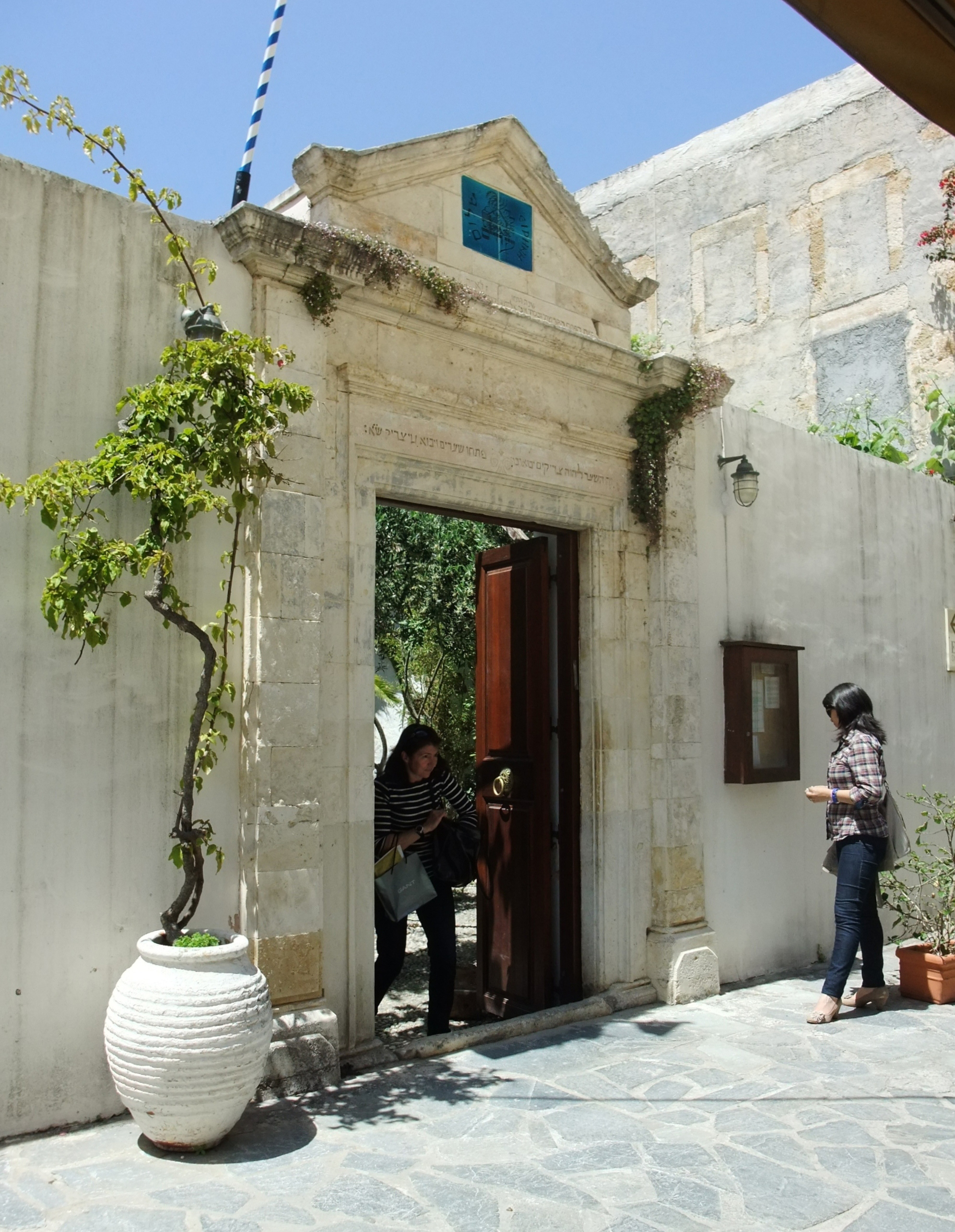
埃茨哈伊姆猶太會堂

埃茨哈伊姆猶太會堂（希伯來語：‎）是希臘克里特島上的一座猶太會堂，也是克里特島唯一一座仍然活躍的猶太會堂。在經過修復之後，現在這座猶太會堂也是一個旅遊景點。 

## 外部連結
- Etz Hayyim Synagogue （页面存档备份，存于）

35°30′56″N 24°01′00″E / 35.51556°N 24.01667°E